# Haemaphysalis montgomeryi
Haemaphysalis montgomeryi este o specie de căpușe din genul Haemaphysalis, familia Ixodidae, descrisă de Thomas Nuttall în anul 1912. Conform Catalogue of Life specia Haemaphysalis montgomeryi nu are subspecii cunoscute.